# Jordan Kamdżałow
Jordan Kamdżałow (bułg. Йордан Камджалов, ur. 16 października 1980) – bułgarski dyrygent i muzyk. Studiował w Akademii Muzycznej im. Panczo Władigerowa w Sofii pod kierunkiem Wasiła Kazandżiewa, a następnie w szkole wyższej Hanns Eisler w Berlinie.
Planetoida (52292) Kamdzhalov została nazwana imieniem Jordana Kamdżałowa.